# Mon amour
A Mon amour (magyarul: Szerelmem) a francia Slimane dala, mellyel Franciaországot képviselte a 2024-es Eurovíziós Dalfesztiválon Malmőben. A dal belső kiválasztás során nyerte el a dalversenyen való indulás jogát.

## Eurovíziós Dalfesztivál
2023. november 8-án a France Télévisions bejelentette, hogy az énekes képviseli Franciaországot az Eurovíziós Dalfesztiválon, mely azt jelenti, hogy az előző verseny után sorozatban másodszor nem rendeztek nemzeti válogatóműsort. A dalt a videoklippel együtt ugyanazon a napon mutatták be, mellyel ez lett a 2024-es verseny első nyilvánosan megjelent dala, valamint az Eurovíziós Dalfesztiválok történetének leghamarabb bemutatott dala.
Mivel Franciaország tagja az automatikusan döntős „Öt Nagy” országának, ezért a dal az Eurovíziós Dalfesztiválon először a május 11-én megrendezendett döntőben versenyzett, de előtte a második elődöntőben is előadták, a Csehországot képviselő Aiko Pedestal című dala után és az Ausztriát képviselő Kaleen We Will Rave című dala előtt. A döntőben fellépési sorrendben huszonötödikként lépett fel, a Grúziát képviselő Nutsa Buzaladze Firefighter című dala után és az Ausztriát képviselő Kaleen We Will Rave című dala előtt. A zsűri szavazáson a második helyen végzett 218 ponttal (Belgiumtól, Izlandtól, Örményországtól és Szlovéniától maximális pontot kapott), míg a nézői szavazáson a negyedik helyen végzett 227 ponttal (Örményországtól maximális pontot kapott), így összesítésben 445 ponttal a verseny negyedik helyezettje lett.
A következő francia induló Louane Maman című dala volt a 2025-ös Eurovíziós Dalfesztiválon.

## Háttér
A Mon amour-t Slimane, Yaacov Salah és Meïr Salah szerezte. A dalt 2022 körül írták egy turné során, és az előadó Genfben szerzett élményei ihlették. Slimane szerint a dal számára egy "szerelmes levél az európai szívekhez", ezzel összhangban állva zenéjének nagy részével, melyek témája főleg a szerelem témája köré épül. Slimane azért nevezett be ezzel a dallal az Eurovíziós Dalfesztiválra, hogy egy nagyobb közönséggel megoszthassa a munkáját, a zenéjét, és hogy képviselje Franciaországot. Magát a dalt Arnaud Abadie, az ESCUnited újságírója úgy írta le, mint egy "ódát a romantikához és a szerelemhez... költői, ám erős dallammal".
A dalt hivatalosan a France 2 Journal de 20 heures című műsorban mutatták be, Slimane pedig a Mon amourt élőben adta elő.

## Galéria

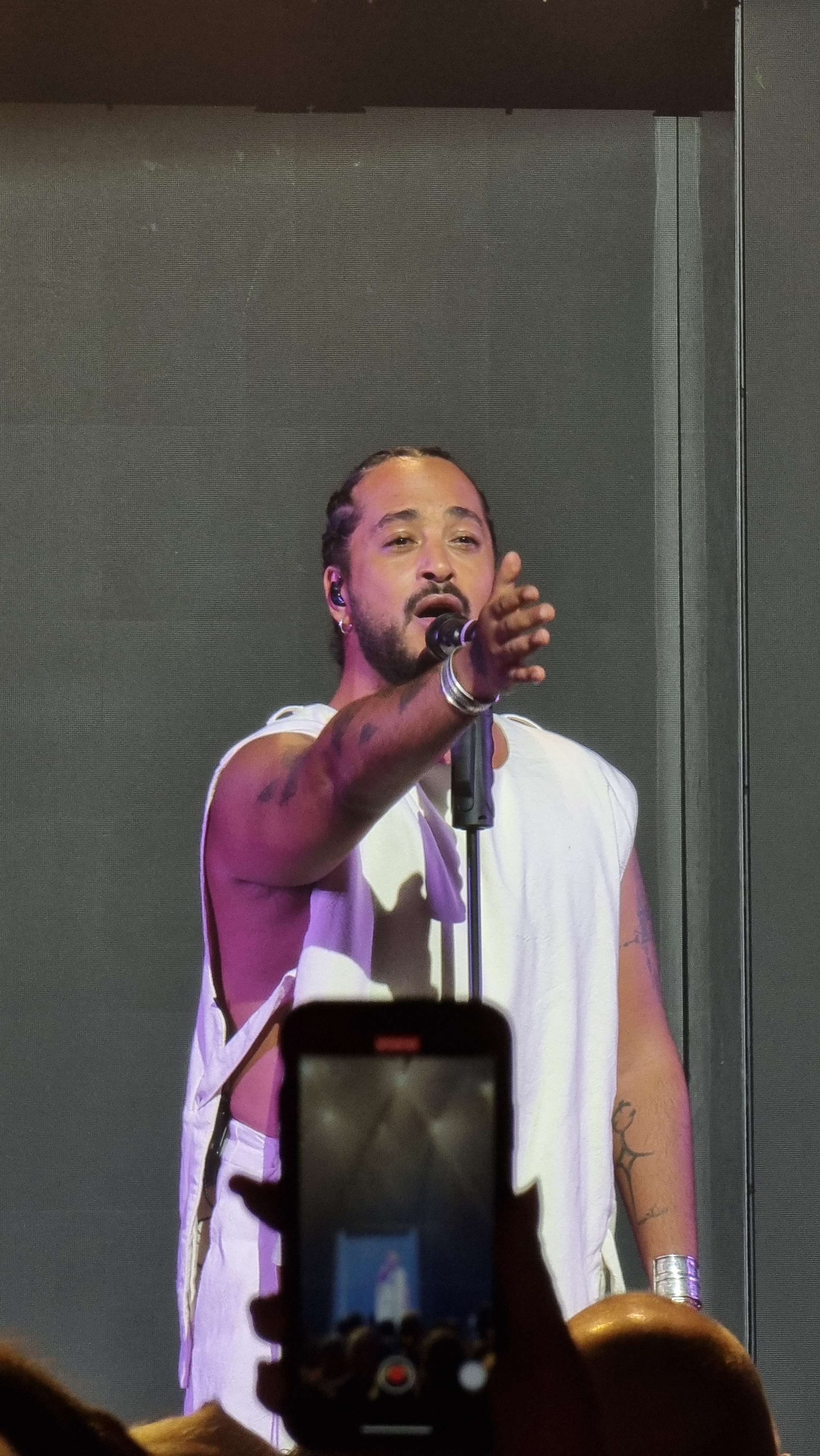
A londoni Eurovíziós partin
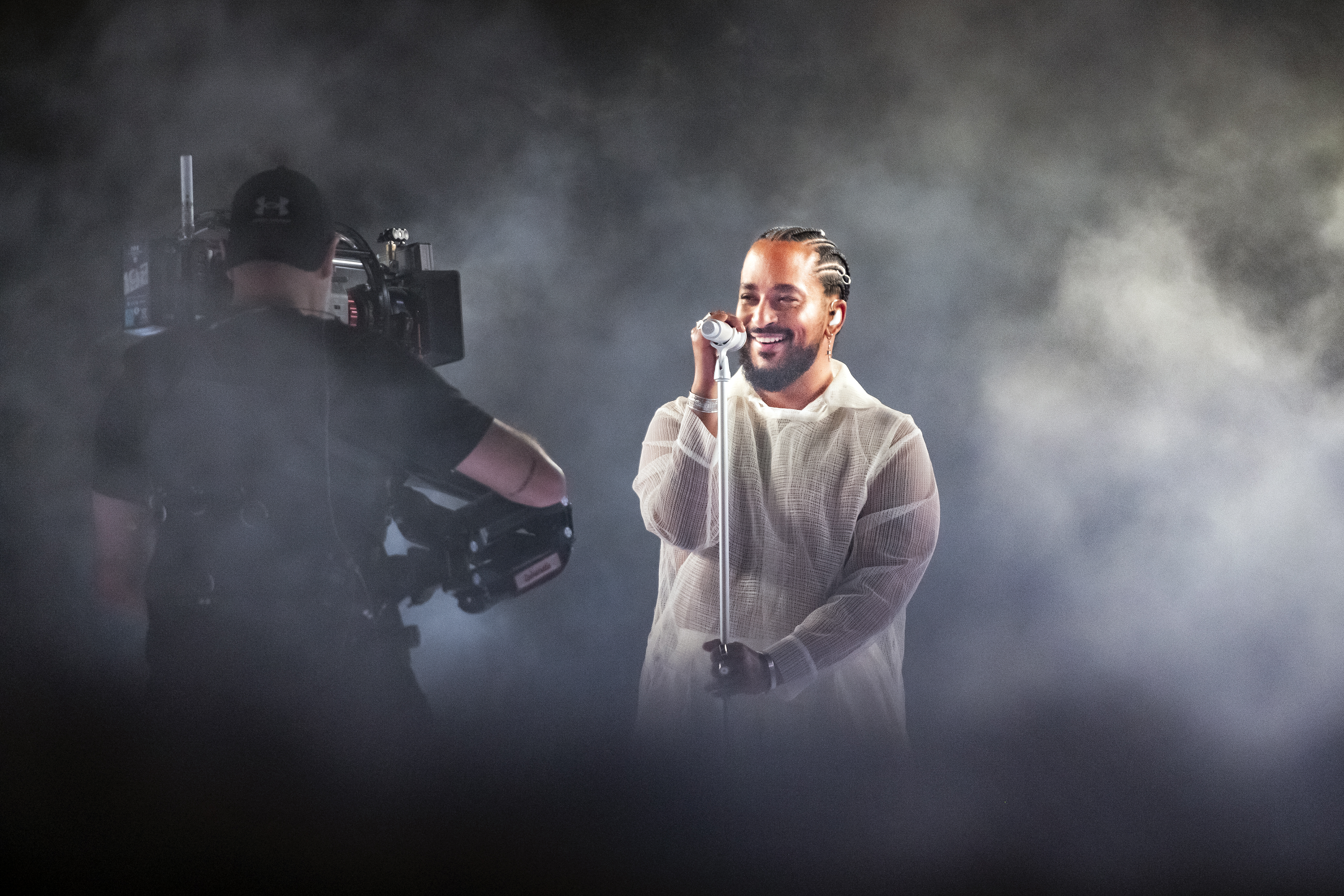
Az elődöntőben
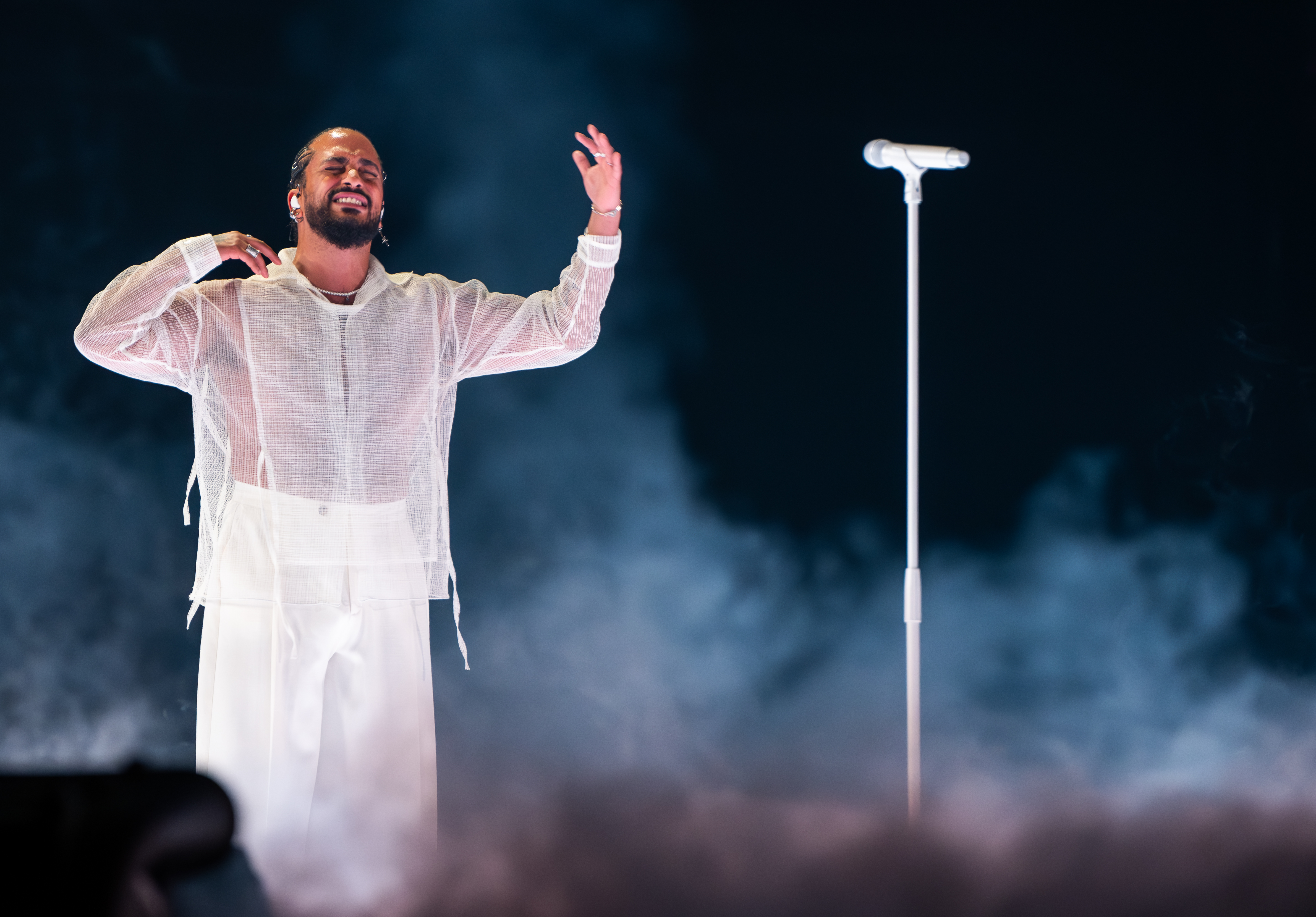
A döntőben